# Elezioni federali in Jugoslavia del 1996
Le elezioni federali in Jugoslavia del 1996 per la Camera dei Cittadini si sono tenute il 3 novembre. Esse hanno visto la vittoria del Partito Socialista di Serbia; come Primo ministro è stato confermato Radoje Kontić del Partito Democratico dei Socialisti del Montenegro. Nel 1998, è stato sostituito da Momir Bulatović, leader del neonato Partito Popolare Socialista del Montenegro.

## Risultati
| Liste | Voti      | %     | Seggi |
| --- | --------- | ----- | ----- |
| - Partito Socialista di Serbia - Sinistra Jugoslava - Nuova Democrazia                                                                  | 1.848.668 | 42,42 | 64    |
| Coalizione Insieme - Movimento del Rinnovamento Serbo - Partito Democratico - Partito Democratico di Serbia - Alleanza Civica di Serbia | 929.296   | 22,24 | 22    |
| Partito Radicale Serbo | 779.259   | 17,88 | 16    |
| Partito Democratico dei Socialisti del Montenegro                                                                                       | 146.221   | 2,25  | 20    |
| Altri | 305.687   | 7,02  | 16    |
| Totale |           |       | 138   |